# Bente Deckers
Bente Deckers (29 januari 2002) is een Belgisch volleybalster. 

## Levensloop
Deckers studeerde aan de Topsportschool Vilvoorde. Vervolgens ging ze aan de slag bij Asterix Avo Beveren. Met deze club werd ze tweemaal landskampioen (2020 en 2021) en won ze eenmaal de Beker van België (2021). Ook behaalde ze in seizoen 2019-'20 met Asterix de Supercup. Sinds 2022 komt ze uit voor VC Oudegem.